# Ореховка (Луганская область)
Оре́ховка (укр. Оріхівка) — село в Лутугинском районе Луганской области Украины. Находится под контролем самопровозглашённой Луганской Народной Республики. Административный центр Ореховского сельского совета.

## География
Село расположено в верхнем течении реки под названием Луганчик. Соседние населённые пункты: село Червоная Поляна (выше по течению Луганчика), Захидное, Малониколаевка и Новобулаховка на западе, Круглик и посёлки Успенка на северо-западе, Лесное и город Лутугино на севере, сёла Шёлковая Протока и Волнухино (оба ниже по течению Луганчика) на северо-востоке, Македоновка и Ребриково на юго-востоке, Зеленодольское на юге, посёлок Колпаково на юго-западе.

## Население
Население по переписи 2001 года составляло 1656 человек.

## Общие сведения
Почтовый индекс — 92040. Телефонный код — 6436. Занимает площадь 6,689 км².

## В селе родились
- Иванов, Порфирий Корнеевич (1898—1983) — создатель собственной оздоровительной и духовной системы.

## Местный совет
92040, Луганская область, Лутугинский район, с. Ореховка, ул. Ленина, 294; тел. 98-5-36